# Municipio de Silver Creek (Illinois)
El municipio de Silver Creek (en inglés: Silver Creek Township) es un municipio ubicado en el condado de Stephenson en el estado estadounidense de Illinois. En el año 2010 tenía una población de 696 habitantes y una densidad poblacional de 7,68 personas por km².

## Geografía
El municipio de Silver Creek se encuentra ubicado en las coordenadas 42°14′37″N 89°34′3″O / 42.24361, -89.56750. Según la Oficina del Censo de los Estados Unidos, el municipio tiene una superficie total de 90.66 km², de la cual 90,59 km² corresponden a tierra firme y (0,07 %) 0,06 km² es agua.

## Demografía
Según el censo de 2010, había 696 personas residiendo en el municipio de Silver Creek. La densidad de población era de 7,68 hab./km². De los 696 habitantes, el municipio de Silver Creek estaba compuesto por el 95,69 % blancos, el 0,43 % eran afroamericanos, el 0,43 % eran amerindios, el 0,14 % eran asiáticos, el 0,86 % eran de otras razas y el 2,44 % eran de una mezcla de razas. Del total de la población el 1,72 % eran hispanos o latinos de cualquier raza.